# Feulement

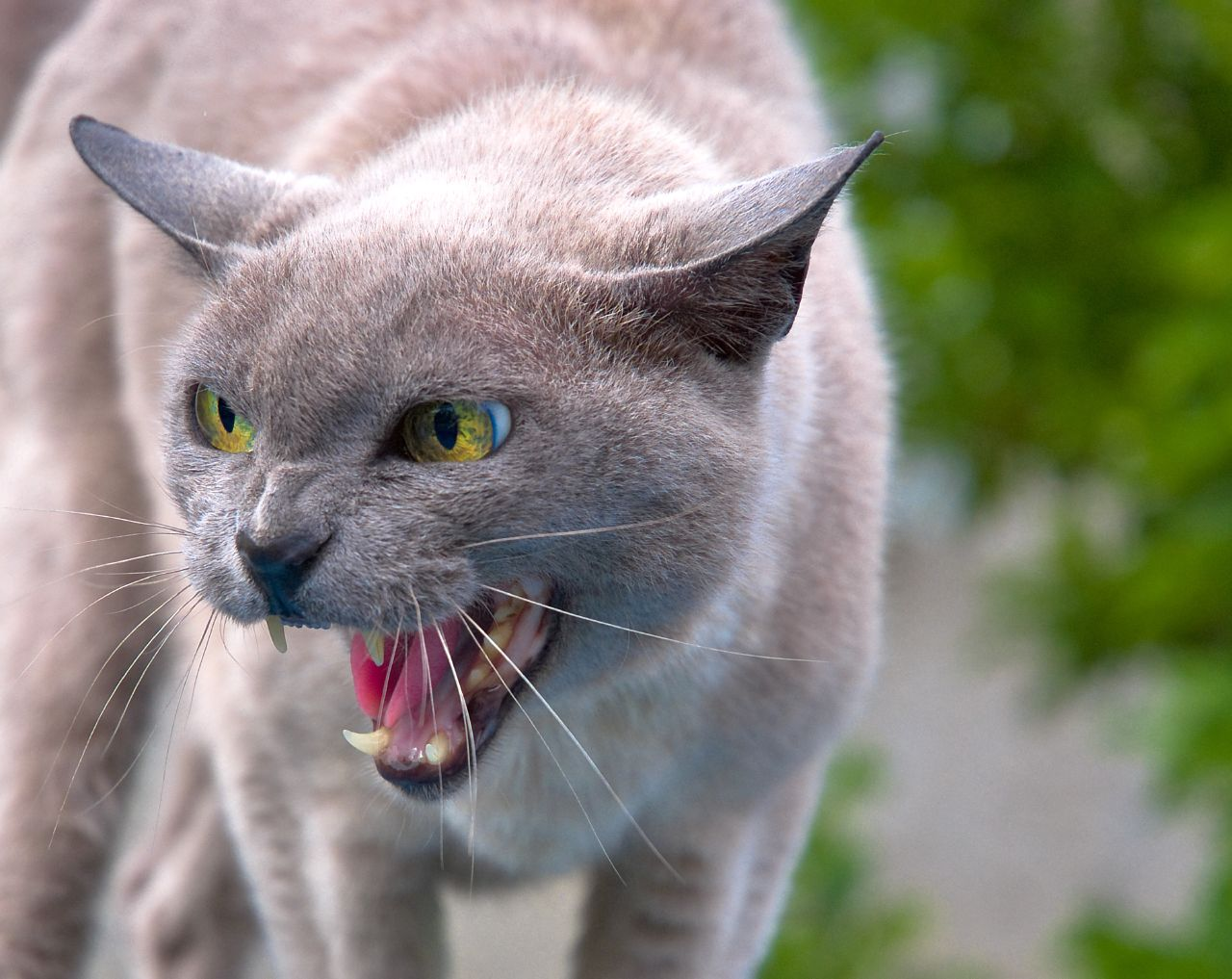
Chat qui feule.

Le feulement (du verbe feuler) est un cri poussé par certains félidés, en complément du rugissement et du ronronnement.

## Sommaire
Le félin feule (on dit familièrement qu'il crache) en expulsant rapidement de l’air par la gorge, sous la forme d'un « crouir » aigu et brutal. Le feulement est souvent associé à une posture de défense ou d'attaque, les yeux fixes et aux aguets, le corps tendu prêt à bondir.
Chez certains félidés (panthère nébuleuse, panthère des neiges), les individus s'appellent pour se trouver. Ils se choisissent, se cherchent. Les feulements s'accordent. Le tigre feule, miaule, râle, rauque, ronronne et rugit,.

## Anatomie
L'os hyoïde, chez les petits félins, ne peut pas vibrer ; ils ne peuvent qu'émettre une plainte proche du miaulement.